# Edward Somerset, II marchese di Worcester
Edward Somerset, II marchese di Worcester (1601 – Lambeth, 1667), è stato un nobile e inventore inglese.
Fu conosciuto anche come Lord Herbert of Ragland tra il 1628 e il 1644.

## Vita
Lord Herbert fu uno scudiero di Carlo I del Galles e allevò un intero reggimento di cavalli per lui. Per questo venne ricompensato nel 1644 con un riconoscimento nobiliare: divenne conte di Glamorgan e Barone di Beaufort, di Caldecote. Tuttavia, per le irregolarità presenti nella patente nobiliare, questi titoli non sono stati riconosciuti dopo la Restaurazione. Succedette al padre come Marchese di Worcester nel 1646.

## Opere
Il marchese ci ha lasciato un'opera letteraria risalente al 1663 intitolata Un centinaio di invenzioni scritto dal Marchese di Worcester. In quest'opera il potere e le applicazioni del motore a vapore sono descritti chiaramente.
Nel libro Edward Somerset fa riferimento a un incontro che, accompagnato dall'amica Marion Delorme, ebbe con Salomon de Caus, ingegnere del re che sviluppò una teoria relativa all'espansione e alla condensazione del vapore che l'ha fatto considerare un pioniere dell'uso pratico della forza motrice del vapore. L'incontro, che avvenne nel manicomio parigino "Bicêtre" dove de Caus era stato ricoverato, colpì fortemente il marchese.
La visita al manicomio "Bicêtre" e l'incontro tra Edward Somerset e l'ingegnere "pazzo" Salomon de Caus venne descritto in una lettera, manifestamente falsa, da alcuni attribuita a Marion Delorme. Basandosi su questa leggenda, il pittore Jacques-Joseph Lecurieux (1801-1888) dipinse un quadro in cui è ritratta la Delorme accompagnata dal Marquis of Worcester. 
Il marchese, tornato in seguito in Inghilterra, venne rinchiuso nella Torre di Londra con l'accusa di essere una spia; in questo periodo di prigionia ebbe modo di annotare le sue invenzioni che in seguito furono raccolte nel suo libro.
Tra le invenzioni, figurano una nave che si può muovere controcorrente e una pistola con un caricatore ante litteram.

## Famiglia
Edward Somerset era il figlio di Henry Somerset, I marchese di Worcester, e di sua moglie Anne Russell. 
Nel 1628, sposò Elizabeth Dormer (morta il 31 maggio 1635), sorella del Dormer del Robert, primo conte di Carnarvon, dalla quale ebbe l'unico figlio e due figlie: 
- Henry Somerset, terzo Marchese di Worcester, suo erede e successore, che presto divenne primo Duca di Beaufort;
- Anne Somerset (1631? - 1662), sposò Edward Winter, il Kt. di Lidney, Gloucestershire, e fecero pubblicazioni;
- Elizabeth Somerset (prima del 1635 - circa dopo il 1680), sposò William Herbert, I barone di Powis, ed ebbero prole;

Nel 1639, dopo la morte di Elizabeth, il signor Herbert sposò Margaret O' Brien (morta il 26 luglio 1681), figlia di Henry O' Brien, quinto Conte di Thomond. Hanno avuto una figlia: Mary Somerset, morta giovane.

## Ascendenza
|                                         |                                      |                                          | Genitori                               |  |  | Nonni |  |  | Bisnonni                                 |  |  | Trisnonni                             |  |
|                                         |                                      |                                          |                                        |  |  |       |  |  | William Somerset, III conte di Worcester |  |  | Henry Somerset, II conte di Worcester |  |
|                                         |                                      |                                          |                                        |  |  |       |  |  | William Somerset, III conte di Worcester |  |  | Henry Somerset, II conte di Worcester |  |
|                                         |                                      | Elizabeth Somerset                       |                                        |  |  |       |  |  | William Somerset, III conte di Worcester |  |  |                                       |  |
| Edward Somerset, IV conte di Worcester  |                                      |                                          |                                        |  |  |       |  |  | William Somerset, III conte di Worcester |  |  |                                       |  |
|                                         |                                      | Christiana North                         | Edward North, I barone North           |  |  |       |  |  |                                          |  |  |                                       |  |
|                                         |                                      | Christiana North                         | Edward North, I barone North           |  |  |       |  |  |                                          |  |  |                                       |  |
|                                         |                                      | Christiana North                         | Alice Squire                           |  |  |       |  |  |                                          |  |  |                                       |  |
| Henry Somerset, I marchese di Worcester |                                      | Christiana North                         |                                        |  |  |       |  |  |                                          |  |  |                                       |  |
|                                         |                                      | Francis Hastings, II conte di Huntingdon | George Hastings, I conte di Huntingdon |  |  |       |  |  |                                          |  |  |                                       |  |
|                                         |                                      | Francis Hastings, II conte di Huntingdon | George Hastings, I conte di Huntingdon |  |  |       |  |  |                                          |  |  |                                       |  |
|                                         |                                      | Francis Hastings, II conte di Huntingdon | Anne Stafford                          |  |  |       |  |  |                                          |  |  |                                       |  |
| Elizabeth Hastings                      |                                      | Francis Hastings, II conte di Huntingdon |                                        |  |  |       |  |  |                                          |  |  |                                       |  |
|                                         |                                      | Catherine Pole                           | Henry Pole, I barone Montague          |  |  |       |  |  |                                          |  |  |                                       |  |
|                                         |                                      | Catherine Pole                           | Henry Pole, I barone Montague          |  |  |       |  |  |                                          |  |  |                                       |  |
|                                         |                                      | Catherine Pole                           | Jane Neville                           |  |  |       |  |  |                                          |  |  |                                       |  |
| Edward Somerset                         |                                      | Catherine Pole                           |                                        |  |  |       |  |  |                                          |  |  |                                       |  |
|                                         | Francis Russell, II conte di Bedford | John Russell, I conte di Bedford         |                                        |  |  |       |  |  |                                          |  |  |                                       |  |
|                                         | Francis Russell, II conte di Bedford | John Russell, I conte di Bedford         |                                        |  |  |       |  |  |                                          |  |  |                                       |  |
|                                         | Francis Russell, II conte di Bedford | Anne Sapcote                             |                                        |  |  |       |  |  |                                          |  |  |                                       |  |
| John Russell, III barone Russell        | Francis Russell, II conte di Bedford |                                          |                                        |  |  |       |  |  |                                          |  |  |                                       |  |
|                                         |                                      | Margaret St.John                         | John St.John                           |  |  |       |  |  |                                          |  |  |                                       |  |
|                                         |                                      | Margaret St.John                         | John St.John                           |  |  |       |  |  |                                          |  |  |                                       |  |
|                                         |                                      | Margaret St.John                         | Margaret Waldegrave                    |  |  |       |  |  |                                          |  |  |                                       |  |
| Anne Russell                            |                                      | Margaret St.John                         |                                        |  |  |       |  |  |                                          |  |  |                                       |  |
|                                         |                                      | Anthony Cooke                            | John Cooke                             |  |  |       |  |  |                                          |  |  |                                       |  |
|                                         |                                      | Anthony Cooke                            | John Cooke                             |  |  |       |  |  |                                          |  |  |                                       |  |
|                                         |                                      | Anthony Cooke                            | Alice Saunders                         |  |  |       |  |  |                                          |  |  |                                       |  |
| Elizabeth Cooke                         |                                      | Anthony Cooke                            |                                        |  |  |       |  |  |                                          |  |  |                                       |  |
|                                         |                                      | Anne FitzWilliam                         | William FitzWilliam                    |  |  |       |  |  |                                          |  |  |                                       |  |
|                                         |                                      | Anne FitzWilliam                         | William FitzWilliam                    |  |  |       |  |  |                                          |  |  |                                       |  |
|                                         |                                      | Anne FitzWilliam                         | Anne Hawes                             |  |  |       |  |  |                                          |  |  |                                       |  |
|                                         |                                      | Anne FitzWilliam                         |                                        |  |  |       |  |  |                                          |  |  |                                       |  |